# C18H19N3O3
化学式C18H19N3O3（摩尔质量：325.368g/mol）可能指：
- 艾诺韦林，CAS号：1097628-00-6
- RH-34，CAS号：1028307-48-3

|  | 这个同类索引页列出了具有相同分子式的化学物（即同分異構體）条目。 除非您是有意链接至本页，否则应将相应条目的内部链接指向正确的条目。 |